# Regola di OZI
La regola di OZI è una conseguenza della QCD che spiega il motivo per cui alcuni canali di decadimento compaiono in modo meno frequente di quanto ci si aspetta. Venne proposta in modo indipendente dai fisici Susumu Okubo, George Zweig e Jugoro Iizuka negli anni '60.
La regola di OZI afferma che saranno soppressi i processi forti (dovuti a interazione forte) rappresentati da un diagramma di Feynman che può essere diviso in due tagliando soltanto le linee interne dei gluoni.

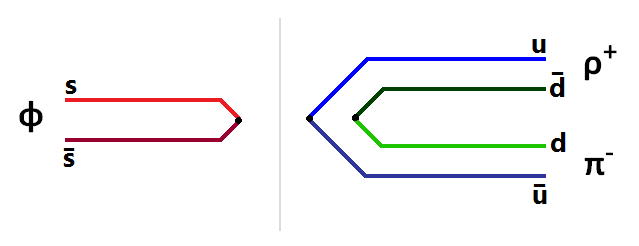
Diagramma di Feynman del processo soppresso

Un esempio di decadimento soppresso è {\displaystyle \phi \ \rightarrow \pi ^{+}+\pi ^{-}+\pi ^{0}}: ci si aspetterebbe che questo canale di decadimento sia preferito rispetto al canale {\displaystyle \phi \ \rightarrow K^{+}+K^{-}}, che ha un valore più basso di impulso trasferito. Sperimentalmente si trova che l'83% dei decadimenti avviene in kaoni, il che indica che il canale di decadimento in pioni è soppresso. Un altro esempio di decadimento soppresso è {\displaystyle \phi \ \rightarrow \rho ^{+}+\pi ^{-}}, raffigurato a lato.
Una spiegazione della regola di OZI può essere data considerando che la costante di accoppiamento nella QCD diminuisce con l'aumentare dell'energia trasferita (o del momento trasferito). In questi processi soppressi i gluoni dovrebbero avere un grande valore di impulso trasferito (grande almeno quanto la massa a riposo dei quark in cui decadono) e così la costante di accoppiamento di questi gluoni sarebbe minore.
Un ulteriore esempio è dato dai decadimenti degli stati eccitati del charmonium (stati legati di quark e antiquark charm). Per gli stati ad energia minore dell'energia dei mesoni carichi D, il decadimento andrà nel canale a tre pioni, con tre gluoni virtuali a mediare il processo, ognuno dei quali avrà abbastanza energia da produrre una coppia quark-antiquark. Ma al di sopra della soglia di energia dei mesoni carichi D, i quark di valenza originali non dovranno annichilire, ma potranno restare nello stato finale. In questo caso interverrebbero solo due gluoni, che condividerebbero l'energia della coppia quark-antiquark che viene generata.
Questi avrebbero energia così bassa da essere paragonabile a quella dei tre gluoni del processo soppresso di OZI. La soppressione si genera sia da piccoli valori della costante di accoppiamento QCD ad alte energie, sia in presenza di un alto numero di vertici di interazione.